# Whitechapel (альбом)
Whitechapel — четвертий студійний альбом американського дезкор-гурту Whitechapel, випущений 19 червня 2012 року. Це перший альбом записаний за участі нового ударника гурту, Бена Харклерода. На обкладинці альбому зображено прапор штату Теннессі (що віддає шану рідному штату учасників колективу) у формі леза пилки, що є символічним знаком гурту.

## Передісторія
30 квітня Whitechapel оголосили, що їхній четвертий альбом матиме однойменну назву та буде випущений 19 червня 2012 року. Того ж дня вони випустили нову пісню «Hate Creation». 29 травня вийшла пісня «I, Dementia».

## Список композицій
| #     | Назва                                      | Тривалість |
| ----- | ------------------------------------------ | ---------- |
| 1.    | «Make It Bleed»                            | 4:12       |
| 2.    | «Hate Creation»                            | 3:29       |
| 3.    | «(Cult)uralist»                            | 3:42       |
| 4.    | «I, Dementia»                              | 4:43       |
| 5.    | «Section 8»                                | 4:26       |
| 6.    | «Faces»                                    | 3:12       |
| 7.    | «Dead Silence»                             | 4:38       |
| 8.    | «The Night Remains»                        | 2:58       |
| 9.    | «Devoid» (Інструментальна)                 | 2:50       |
| 10.   | «Possibilities of an Impossible Existence» | 4:00       |
| 38:10 |                                            |            |

## Учасники запису
Whitechapel
- Філ Бозман — вокал
- Бен Савадж — соло-гітара
- Алекс Вейд — ритм-гітара
- Зак Хаусхолдер — гітара
- Ґейб Крісп — бас-гітара
- Бен Харклроуд — ударні

Запрошені музиканти
- Бен Еллер — гітарне соло у піснях «I, Dementia», «Faces»

Продюсування
- Марк Льюїс — інженерія, міксування, мастеринг
- Whitechapel — продюсування
- Еял Леві — ударний асистент, додаткова інженерія, міксування
- Джаррет Прічард— drum tech
- Нейт Карпентер — drum tech
- Джон Дуглас — додаткова інженерія
- Алан Душес — мастеринг

Дизайн обкладинки
- Аарон Марш — обкладинка
- Whitechapel — художнє керівництво
- Адам Злмакіас — фотографія

## Чарти
| Чарти (2012)                                 | Найвища позиція |
| -------------------------------------------- | --------------- |
| Бельгія Belgian Albums (Ultratop Wallonia)   | 168             |
| Велика Британія UK Rock & Metal Albums (OCC) | 17              |
| США Billboard 200                            | 47              |
| США Independent Albums (Billboard)           | 10              |
| США Top Hard Rock Albums (Billboard)         | 3               |
| США Top Rock Albums (Billboard)              | 20              |
| США Top Tastemaker Albums (Billboard)        | 20              |